# Josef Dufek
Josef Dufek (12. května 1896 Stanový – 11. listopadu 1987 Poděbrady) byl československý politik a meziválečný poslanec Národního shromáždění za Republikánskou stranu zemědělského a malorolnického lidu (agrárníky).

## Biografie
Po parlamentních volbách v roce 1935 se stal poslancem Národního shromáždění. Poslanecké křeslo si oficiálně podržel do zrušení parlamentu roku 1939, přičemž v prosinci 1938 ještě přestoupil do poslaneckého klubu nově ustavené Strany národní jednoty.
Mandát získal ale až s jistým odstupem po volbách, jako náhradník poté, co zemřel poslanec Bohumír Bradáč. Profesí byl radou politické správy v Nové Pace. Působil jako okresní hejtman v Nové Pace a úředník KNV.
Zemřel 11. listopadu 1987 v Poděbradech.